# گورستان جاوید دشت آ
گورستان جاوید دشت A مربوط به پیش از اسلام است و در شهرستان املش، بخش رانکوه، روستای کجید واقع شده و این اثر در تاریخ ۲ آبان ۱۳۸۲ با شمارهٔ ثبت ۱۰۶۵۶ به‌عنوان یکی از آثار ملی ایران به ثبت رسیده است.